# Earth Dances

Earth Dances est une œuvre de Harrison Birtwistle pour orchestre composée en 1985-1986. 

## Histoire
Earth Dances est dédié à Pierre Boulez. Son titre, « danses de la Terre », est une métaphore géologique sur les mouvements sismiques. Il rappelle des sections du Sacre du printemps ainsi que la fascination du compositeur Edgar Varèse pour les volcans. Le critique musical Jonathan Cross décrit cette œuvre comme « une expérience mystique de pouvoir primordial qui nous remet en contact aussi bien avec la nature qu'avec des sentiments inconscients profondément enfouis en nous ».
Le compositeur décrit six strates dans cette œuvre, définies par divers matériaux rythmiques et harmoniques, ainsi que par le registre des instruments entre eux. Les intervalles les plus simples (quartes et quintes) sont dévolus aux instruments graves. Birtwistle décrit le passage d'une strate à une autre comme un trajet dans un labyrinthe.
L'œuvre est présentée pour la première fois le 14 mars 1986, au Royal Festival Hall à Londres, par l'Orchestre symphonique de la BBC, sous la direction de Péter Eötvös.
Sa durée d'exécution est d'à peu près 35 minutes.

## Discographie
- Tragoedia ; Five Distances ; Panic ; Earth Dances, Ensemble intercontemporain, The Cleveland Orchestra, direction de Christoph von Dohnanyi, 2 CD Decca, coll. « The British Music Collection », 2004
- The Triumph of Time ; Earth Dances ; Panic, BBC Symphony Orchestra, Ensemble Modern Orchestra, Pierre Boulez, direction, Decca, 2012